# Sebastián de Arbizu
Sebastián de Arbizu fue un espía español del siglo XVI.

## Biografía
De origen navarro, trabajó al servicio de Felipe II creando una red de agentes en Francia, una de cuyas misiones fue detener al famoso y traidor secretario del monarca Antonio Pérez, refugiado en el Reino de Navarra y que en esos momentos se hallaba en la corte bearnesa de Pau.